# Stavne Station
Stavne Station (Stavne stoppested) var en jernbanestation på Dovrebanen, der ligger ved bydelen Stavne i Trondheim i Norge.
Stationen blev oprettet som trinbræt senest i 1921 men blev opgraderet til holdeplads med ekspedition af passagerer og gods 1. november 1922. Ekspeditionen af gods ophørte i 1936, og 20. november 1941 blev stationen igen nedgraderet til trinbræt, mens bygningen af Stavne–Leangenbanen foregik. Stationen blev nedlagt 7. januar 2001 som følge af åbningen af Marienborg Station, der ligger tættere på St. Olavs hospital og derfor bedre kan benyttes ved rejser til og fra centralsygehuset. Det sydlige forbindelsesspor til Dovrebanen benyttes ikke længere til dagligt. Det nordlige går fra Stavne til Marienborg og benyttes af lokaltog fra Lerkendal til Trondheim S og Steinkjer.
Stationsbygningen blev opsat i 1922. Den kom fra Selsbakk Station, der havde fået en ny stationsbygning i 1919, da banen og stationen der blev flyttet.